# 基督聖體聖血節

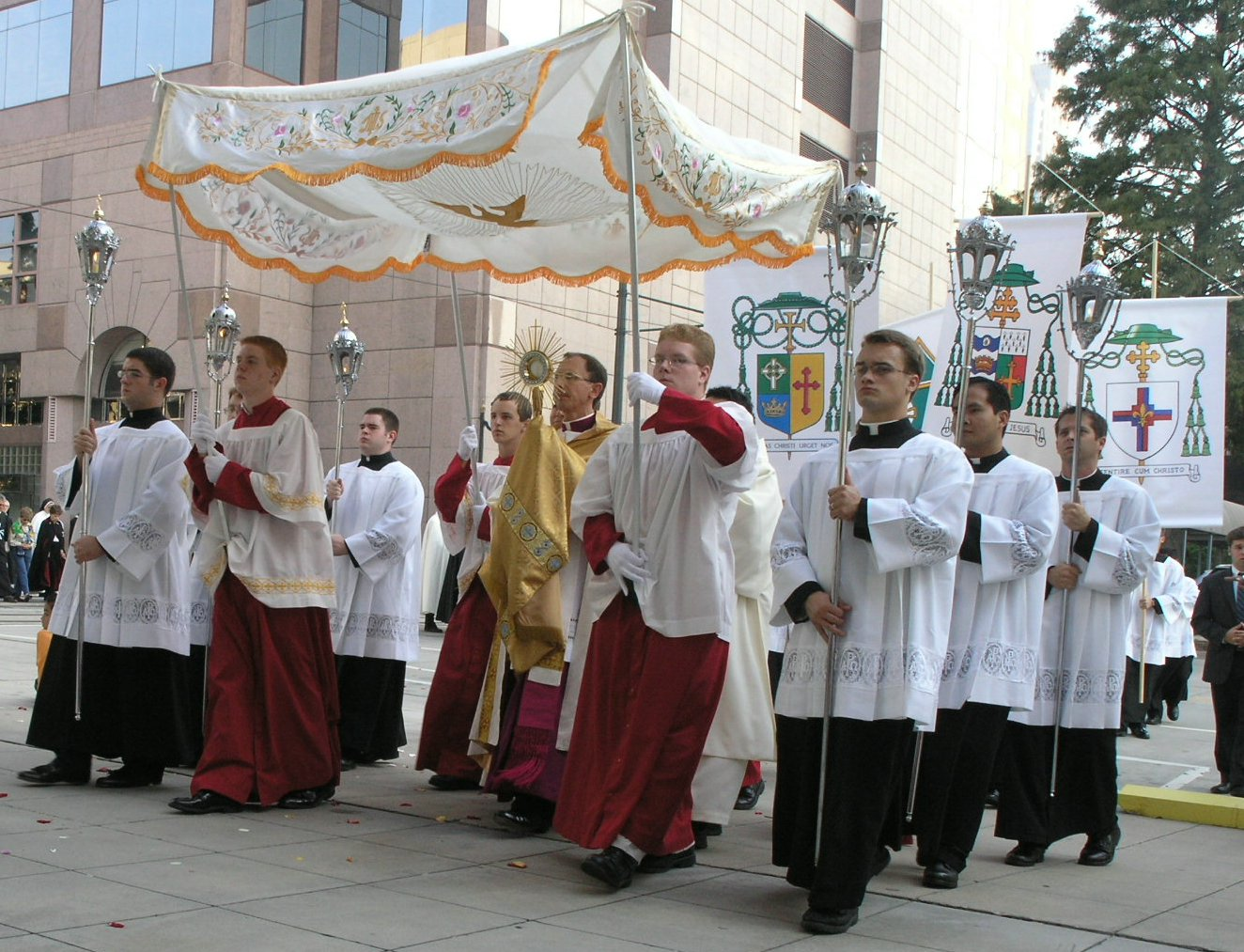
一個聖體遊行隊伍（北卡羅萊那州的夏洛特）

基督聖體聖血節，也稱為聖體聖血瞻禮、基督聖體寶血日，是天主教會和部分聖公宗以及信義宗會慶祝的禮儀和節日，信徒在彌撒期間舉行聖體聖事時會紀念耶穌的聖體與聖血奉獻出去這一點。一般而言這個節日會放在天主聖三節後的星期四，在某些不方便在週四舉辦的地方則移到週日舉行。雖然依教會傳統聖體聖事是在聖週四建立的，不過為了不影響復活節的一系列慶祝活動，所以移到這日進行。

## 歷史

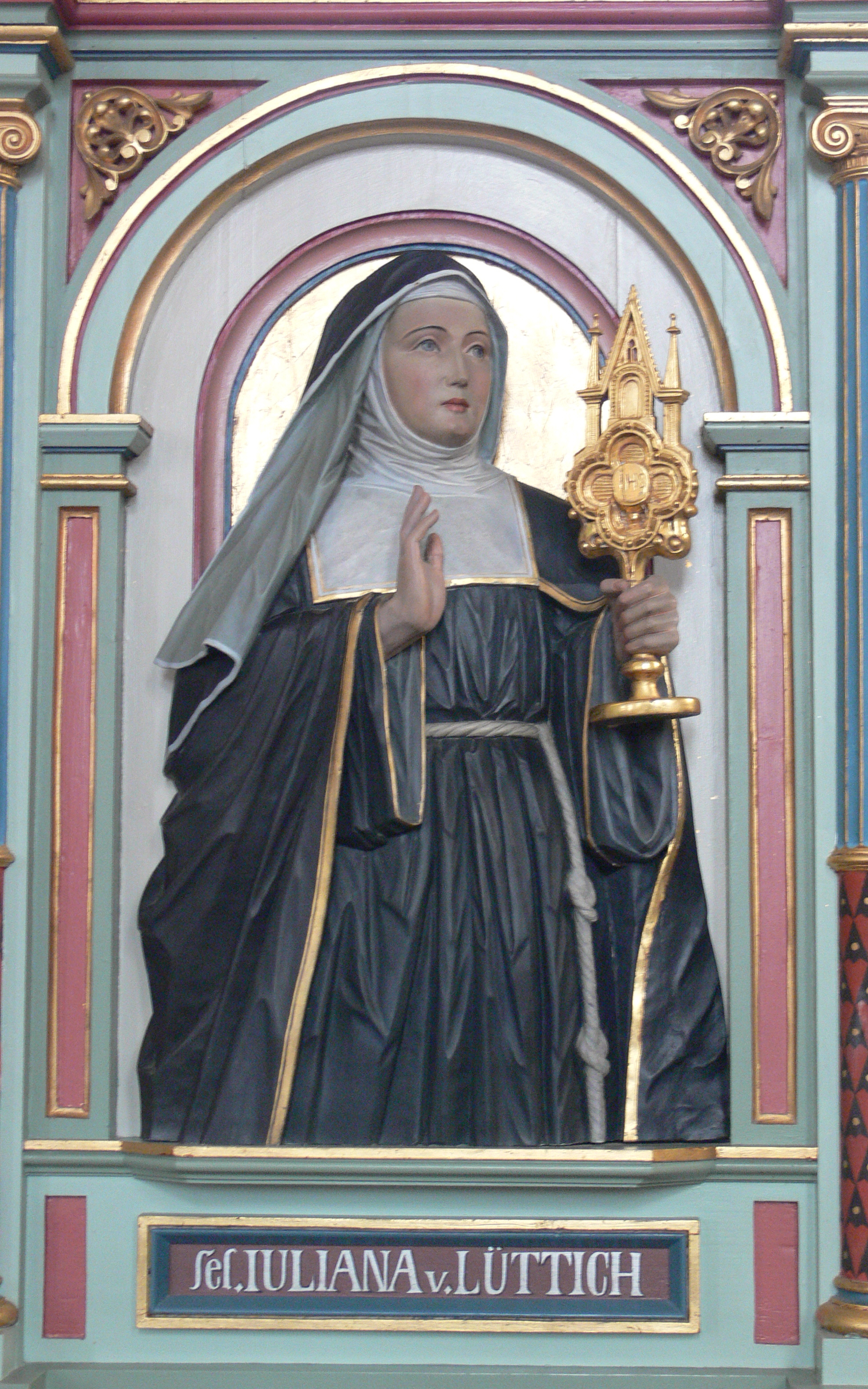
列日的聖茱利安納態像

這個節日的起源是來自於比利時列日教區的一位奧斯定會修女茱利安納（Juliana，日後被教宗若望保祿二世列為聖人）向該教區主教的請求，她宣稱她自1209年起她多次看見一個神視——一個有著一塊缺口的滿月，表示缺少一個莊嚴的節日以奉獻給耶穌的聖體與聖血。直到1230年她才告知教區當局這件事。
1246年列日教區主教圖羅特的羅伯特決定召開教區會議後頒布慶祝該活動的指令，並在1249年6月5日首度慶祝聖體瞻禮。
1264年，曾在列日教區擔任執事長的教宗烏爾巴諾四世在下令調查了一個發生在義大利博爾賽那的聖體奇蹟事件後，頒布了《在離開這世界之際》（Transiturus de Hoc Mundo）通諭，下令普世教會慶祝該瞻禮。並請了當代著名神學家托馬斯·阿奎那為此瞻禮，寫了五首彌撒中的讚美詩（Hymns）
16世紀起，西班牙另有耶穌寶血瞻禮，後來與聖體節合併，成為今日的基督聖體聖血節。

## 日期
聖體聖血節的日期是一個不固定的星期四，舉行於當年天主聖三節之後的星期四，通常落在五月到六月下旬間。
在一些傳統天主教國家，這一天是個國定假日。澳門曾經於1952年至1987年間將聖體聖血節列為公眾假期（澳葡政府中譯為「聖體瞻禮日」）。